# Microrégion du littoral de Camocim et Acaraú
 (février 2025).
Si vous disposez d'ouvrages ou d'articles de référence ou si vous connaissez des sites web de qualité traitant du thème abordé ici, merci de compléter l'article en donnant les références utiles à sa vérifiabilité et en les liant à la section « Notes et références ».

Localisation de la microrégion du littoral de Camocim et Acaraú

La microrégion du littoral de Camocim et Acaraú est l'une des sept microrégions qui subdivisent le nord-ouest de l'État du Ceará au Brésil.
Elle comporte 12 municipalités qui regroupaient 347 331 habitants en 2006 pour une superficie totale de 8 667 km2.

## Municipalités[1]
- Acaraú
- Barroquinha
- Bela Cruz
- Camocim
- Chaval
- Cruz
- Granja
- Itarema
- Jijoca de Jericoacoara
- Marco
- Martinópole
- Morrinhos